# 花色溫泉鄉
《花色溫泉鄉》是由Lump of Sugar於2012年10月26日發售的戀愛冒險類型的日本成人遊戲。Lump of Sugar的第9作。廣告標語是「戀愛聚集之地，那是不可思議的花色溫泉鄉――」。

## 系統
《花色溫泉鄉》是成人戀愛冒險遊戲。玩家在玩《花色溫泉鄉》時主要是觀看和聆聽故事情節的發展，不過在部分的預設段落中玩家須藉由點擊的方式選擇行為選項，而這些選擇將會影響之後的人物的行動或者是反應。遊戲藉由這些相互連接的劇情分歧點而組織成多條故事路線，而遊戲的選項便會影響玩家所挑選的故事劇情內容，包含玩家操控的角色和遊戲人物之間的色情場景，並且進入不同的結局。

## 故事簡介
將不可能化為可能的正七芒星之力；五色川溫泉所蘊含的神祕之力；在七華之花所綻放的溫泉鄉中到訪的溫馨戀曲。
花色溫泉鄉的故事舞台，位於一個充滿靈氣、山明水秀的觀光勝地「御式村」。在小學時期離開村落的男主角．浪江久也，因為一場一再重複不止的夢境，他感覺到，夢裡的女性似乎在呼喚著他，於是，再次地回到了此地。
一回到故鄉，馬上就與青梅竹馬．玉美相遇，也順利的辦完入學手續，真正的村里生活正要開始之時，就在某一個晚上，他看見了玉美全身赤裸地佇立在溫泉池中，全身被不可思議的光芒包圍著。這似乎與最近在村裡發生的神怪事件有關連性，撞見了這個秘密的久也，也就不是局外人了，於是決定成為玉美的助手，一起協力來解決各種事件……

## 登場人物

### 主要角色
浪江久也
本作的男主角，诞生日在12月，學院2年級生，玉美的青梅竹馬，小時候的個性相當的調皮愛玩耍，是「孩子王」，在校园中人气很高，不過長大以後雖然不改調皮本性，但是卻多了不少紳士風度。并且久也从小到大一直比较好色。
小學的時候隨著父母工作而移居東京，十年之后，因為一場神秘的呼唤自己回乡的夢境，為了尋找夢境中的女主角，回到了御式村。
回到学校之后接受了恶作剧套餐作为见面礼，但是完美地解决了，足见反应能力和运动能力很强。但是从剧情上看回到家乡之后常常被女孩子捉弄，没有一次成功识破骗局的，似乎是相比十年前智商下降了。
Anti-ARC能力：能操控五色川的温泉，或者含有五色川温泉成分的液体。

小石川玉美（聲：藤森雪奈）
身高：154cm，三围：89（F）57 84，诞生日：9月25日，血型：A型。
本作女主角，學院2年級生，久也的青梅竹馬（幼驯染），同時也是鄰居，御式村的老溫泉旅館「ごしき」的看板娘，小時候和久也在一起打打鬧鬧，完全不像是一個女孩子。但是長大以後容貌秀麗，身材很棒，個性也相當積極，是「七芒星」的成員，有召喚神明的能力，主要解決村中發生的各種奇妙事件。和久也過去有過一段戀情。
游泳能力很强，是玉美在运动方面唯一胜过久也的地方。
Anti-ARC能力：召唤神明来协助处理事件，也有将神明送回原本世界（反召唤）的能力，但是不太稳定。

知花明日香（聲：櫻小路薰子）
身高：166cm，三围：84（C）54 79，诞生日：4月12日，血型：AB型。
學院2年級生，能夠演戲、唱歌、擔任模特兒的全方位藝人，藝名為「Asuka」（曾用艺名「琉璃」）。隱藏自己的身分來到御式村觀光並四處攝影留念。
實際上來到村裡的理由是為了解開自己「五感增幅・共感之力」能力以及長出尾巴的謎題，在聽過久也和真乎的解釋後，轉入七華學院，並成為「七芒星」的一員。
个性极其好强，笃信七芒星，相信通过自己的努力能做到任何事情，并且是个抖S。名言是“只要被我认为是可能的事情，那么就不会有不可能的事情”
Anti-ARC能力：「五感增幅・共感之力」，在接触男性之后会长出狐狸尾巴，五感会大幅增强，并获得共感能力。还可以利用共感能力增强玉美召唤能力的精神。

在玉美和明日香共通线中提到，明日香小时候曾经以艺名「琉璃」来到御式村拍电影，并因此结识久也，成为了久也很好的朋友。明日香向久也提出世界上有八瓣的七华花「八华」，并邀请久也去森林中寻找。久也邀请了玉美，但是玉美妒忌久也和明日香的关系，拒绝了他。于是久也和明日香两人去了森林深处寻找八华，途中久也为了确认一朵花是不是八华，跌入了森林中心的温泉「秘之汤」，几乎因此丧命。
幸而神明御湯利倾尽全力将自己的力量分给久也才救得久也一命。久也因此获得了和御湯利相似的能量，也正是御湯利能被久也感应到的原因。御湯利因此失去大部分力量和记忆，无法抑制ARC现象，因此可以说久也是导致御式村一系列「ARC暴动现象」的根本原因【注】。两人在森林中昏迷了两天，意外地获得了Anti-ARC能力，但却因此失去了和彼此做过朋友的记忆。后来两人被人救出。明日香被剧组接走，而不记得明日香的久也则回到了玉美身边，两人互相告白成为了恋人。
【注】此处不是指ARC现象的根源，ARC现象的根源是「秘之汤」是连接着另外一个世界的门，而这个门并不稳定，使得两个世界互相影响，产生ARC现象。
若邑泉希（聲：蔦若葉）
身高：160cm，三围：86（D）57 83，诞生日：8月2日，血型：未知。
學院2年級生。治愈系女生，长相清纯，被久也称之为“天使”。性格穩重且喜歡幫助人。爱读书，因此和同样爱读书的明日香发展出深厚的友谊。
雖然自稱是「沒有心的人」，但實際上感情豐富，也常露出天使般的笑容。
會去照顧七華學院裡的七华花，與真乎一起住在學院，几乎每时每刻都和真乎呆在一起，是真乎最在乎的人。
Anti-ARC能力：无。

在泉希线中提到，泉希是真乎因为极度思念过去的朋友，即1000年前的第一个泉希，以七华花为载体制作出来的生命。长得与原来的若邑泉希一模一样，真乎也给她取了若邑泉希这个名字，但是这个泉希没有记忆，性格也与原本的泉希不一，因而新诞生的若邑泉希称自己「没有心」，并且视真乎和七华花为家人。在泉希线中，爱上久也之后，成长为完整的人，获得了自己的真心。在泉希线的最后，在真乎的见证下与久也结婚，并接替回到原本世界的真乎成为学院长。
一千年前的泉希性格十分大方热情主动，真乎评价她是个桀骜不驯的丫头，常常和真乎吵架，然后甜蜜地和好。另外，新诞生的泉希同真乎一样不老不死。

藤咲真乎（聲：雪都沙緒梨）
身高：148cm，三围：76（A）56 78，诞生日：8月2日，血型：B型。
學院3年級生，七華學院的學院長。體型嬌小，自稱是偉大的學院長。一旦被提及「矮小」這類的詞彙，就會用手杖敲那個人的頭。
常以冷靜的口吻對女孩子性騷擾。「七芒星」的領導者，本身擁有強大能力，但覺得過於麻煩經常把事情交給其他成員處理。
喜欢唱歌，但是唱歌水平很差，差到可以把機器破壞的地步。在泉希和真乎共通线中受到明日香的指导，有所改观。
Anti-ARC能力：几乎无所不能，包括读心术，飞空术，隐身术，制作各种各样的东西，隔空取物，幻化妖怪，控制天气，释放结界等等。

在真乎线中提到，真乎是近1000年前被另外一个世界以遗弃的方式驱逐到御式村的非人非神生命，不老不死，能力强大，随她到来御式村的还有七华花。真乎的第一个朋友是若邑泉希，真乎十分喜欢她，与她相守，直到若邑泉希老死。在意识到泉希已死之后，由于过度伤心，在森林中一动不动呆了100年左右，100年后真乎身边开满了七华花，由于强大的思念力量，新的泉希得以降生，真乎便与新生的泉希一起生活，并定期和泉希回森林深处的御式村旧址扫墓。
在这近一千年里，真乎花了数百年想办法使「秘之汤」修复稳定，以便于与泉希返回原本的世界，并关闭连接，从而终止ARC现象。同时，由于热爱御式村，她协助本土神明御湯利守护着御式村，做了很多御湯利碍于身份没法做的事情，因此也与御湯利十分熟识，成了好朋友。御湯利也因此无法拒绝真乎想要回去原本世界的求助（御湯利个人十分不舍）。
在真乎线最后，经过众人劝说和久也的挽留，原本打算借由御湯利的力量修复「秘之汤」，并带泉希回去的真乎决定留下，并关闭了「秘之汤」。和久也长相厮守。

御湯利（聲：志木曆）
身高：140cm，三围：70（AA） 50 71，诞生日：未知，血型：未知。
學院1年級生，在久也面前神出鬼没，有著獸耳與尾巴的萝莉。實際上是五色川溫泉的本土神明。也是托梦呼唤久也回乡的人。
在被玉美召唤出实体之前，除了久也和明日香以外的大家，都看不到她，也没有与人类交流的能力。
喜欢泡温泉，是五色川温的能量来源。喜欢巡逻，称这是身为神明的职责。

事实上，御湯利是一个富有智慧的强大神明，真乎评价她「足智多谋」，只不过她为了救久也花费了大量能量，导致失去部分记忆，心智回到小孩子的水平。并且御湯利已经存在了相当长的时间，以至于不想告诉久也自己的年龄。所以作为神明经验丰富，能力很强，在五色川众神明中威望颇高，众神明都会乖乖听她的话。
在御湯利线中提到，御湯利学习能力极强，也具备科研能力，失去力量之前曾经在英国某科学杂志上刊登论文。
在玉美线中提到，快速恢复御湯利力量的方法是让久也与之进行体液交换。御湯利线中御湯利恢复速度极快的原因正在于此。

### 次要角色
圓乃瞳（聲：卯衣）
獨生女，如同名字有著渾圓的眼睛。與健太是青梅竹馬，也是久也的老相识。能力很强，所以经常被请求帮忙，因为不擅长拒绝而到处打工。同时家里人是御湯利神社的神官，即打理者。对健太有着淡淡的爱慕之情。

白澤健太（聲：大石惠三）
學院2年級生，自稱「學院最凶的不良少年」，而且有很多小弟。實際上全都是幻想。但事实上很胆小，特别是对城市里的东西有很强的恐惧心理，第一次面对明日香的时候甚至说不出话来。刚开始对久别重逢的久也抱有很强的警戒心理。和瞳家很近，从小开始家族关系就不错。但是，却似乎没有察觉到瞳淡淡的爱慕之意。

門田淵大吾（聲：J一郎）
久也等人的班级導師。有著「鋼鐵大吾」的稱號。身體健壯，常面帶爽朗的笑容，不管在村中还是在班里都是有名很有人气的人，十年前是久也在村里唯一的对手和害怕的人。似乎因为工作原因很听真乎的话。传闻中为了守护学生和野猪单挑并取得了胜利，为了和邻村的恋人见面游泳跨越海角，是个有着无尽传说的人。口癖是「哈哈哈」，无论说什么话都会大笑三声。

小石川秦（聲：山本兼平）
玉美的父親。旅館「ごしき」（五色）的老闆兼廚師。與久也的父親洋司是兒時玩伴的好友，亦把久也當成兒子看待。个性沉稳可靠，虽然有些呆板（学发短信学了很久）。并且因为身躯魁梧，常常令小孩子感到害怕。

小石川琴音（聲：葉月）
玉美的母親。旅館「ごしき」的老闆娘。具有成熟沉著氣質的和風美女，不過生氣時會令人畏懼三分。

五所川原修治（聲：中井草雅）
經常從鄰村前來御式村進行小說取材的作家，實際上至今為止從未寫過一本小說，被真乎称为「废柴」。害怕超自然系的話題。因为终年萎靡，总是皱着眉头。基本上没有毅力，有很多不擅长的东西。虽然老家在邻村但是最喜欢御式村，几乎每一天都在村里无所事事。名言是「我、我以前只是不擅长○○○而已！！」

拉比艾爾（聲：中瀨雛）
玉美召喚出來的貓型神明，經常對玉美性騷擾，同時有喜歡被虐待的癖好。事实上是本作开发团队「方糖社」的吉祥物。

## 工作人員
- 原畫：萌木原ふみたけ[4]
- 劇本：セロリ、てつじん
- 音樂：大川茂伸
- 影片：PRHYTHM VISION
- 製作人：かわうそP
- 監製：セロリ

## 主題曲
- 片頭曲｢」[5]

歌：中惠光城 作詞：澄田まお 作曲/編曲：增谷賢
- 片尾曲｢」

歌：kicco 作詞：中山♥マミ（Angel Note） 作曲・編曲：佐々倉マコト（Angel Note）

## 出版書籍
《花色溫泉鄉 視覺資料集》（花色ヘプタグラム ビジュアルファンブック）於2013年3月8日發售。

## 評價
《花色溫泉鄉》在日本美少女游戏与动画相关商品销售网站Getchu.com的2012年10月销量榜上排名第1名。

## 外部連結
- Lump of Sugar Official WebSite （页面存档备份，存于） （日語）
- 《花色溫泉鄉》官方網站 （页面存档备份，存于） （日語）